# 平原省

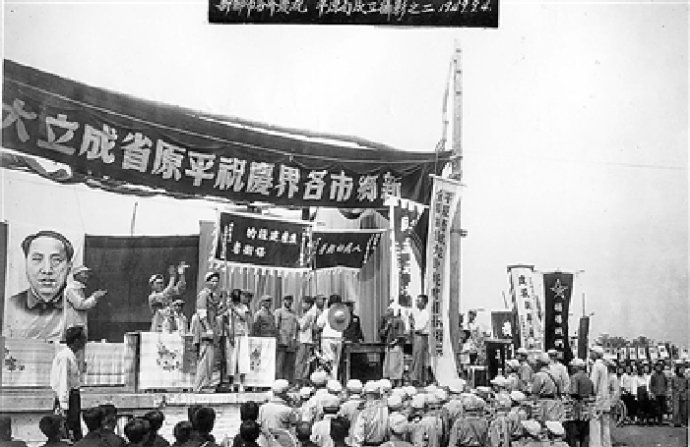
新乡市各界庆祝平原省成立大会

平原省，簡稱平，是中華人民共和國建國初期於華北平原的省份，僅存續三年餘。劃山東省西南部與河南省黃河以北為平原省行政區域，省會設於新鄉（今河南省新鄉市），轄有新鄉（专署驻焦作）、濮陽、安陽、菏澤、湖西（专署驻单县）、聊城六專區和新鄉、安陽二省轄市，共五十六县、一工矿区（焦作工矿区）。面积47000平方千米，人口1649.4万人。

## 历史
1949年冀鲁豫区党委负责平原省的筹建工作，并于1949年6月19日拟定有关草案，报请华北局批示。1949年8月1日，中共中央华北局批准了这一方案，华北人民政府颁布《为重新调整行政区划由》通令（[民政字第150号]），正式宣布建立平原省：
“查华北区已全部解放，为适应大规模生产建设的需要，经本府第三次委员会扩大会议决定，将现有行政区划，调整如下：……冀东、冀中、冀南、冀鲁豫、太行、太岳、太原等七个行政区宣布撤销，以旧省界为基础，并照顾到经济条件、群众历史关系及自然条件等划分为河北省、山西省、察哈尔省、绥远省，并于鲁西南、豫北、冀南衔接地区成立平原省。……”
从1949年8月1日至8月10日，平原省委领导成员与平原省所辖各地委书记在菏泽召开筹备会议。8月12日至15日，中共平原省委第一次扩大会议在菏泽召开，中共平原省委正式宣告成立，省委书记潘复生，副书记赵时真，组织部长刘晏春，宣传部长张承先，社会部长戴晓东；同时，这次省委扩大会议上确定了“恢复与发展工农业生产是一切工作的重点”等五大任务，要求贯彻全年增产方针，加强秋收秋耕秋种工作，彻底完成土地改革；节约度荒，完成生产自救；坚决彻底肃清匪特，加强社会治安；治理黄河，加强防汛。
1949年8月17日，平原省省直机关从菏泽迁到新乡。1949年8月20日下午3时，平原省人民政府、平原省军区在新乡举行成立大会。晁哲甫任省人民政府主席，第一副主席贾心斋、第二副主席韩哲一，刘致远任省军区司令员，潘复生兼任省军区政委，参谋长刘德海。聊城专区专员陶东岱。濮阳专区专员刘镜西，副专员李立格。1949年8月22日，《平原日报》创刊，第一篇社论是《为建设新平原省而奋斗》。  
1949年9月20日，因黄河严重秋汛，平原省人民政府发出紧急救灾指示，要求防火防灾，节约备荒，生产自救；“平原省动员干部4 000多人带领15万群众上堤防守，抢护堤防脱坡、渗水、蛰陷等各类险情224处，长5 000多米，抢堵大小漏洞582个”，至10月31日战胜黄河洪水。由于水灾、战争等原因，1949年平原省受灾面积达700万亩，灾民250万人，平原省人民生活处于极端贫困的状态。
1950年2月26日，华北局向平原省委和省政府党组发出指示信，要求平原省委就濮阳运粮事件迅速进行检讨处理，并将结果公开在报上发表，以教育党员、干部和人民。1950年3月9日，《人民日报》发表题为《濮阳中共地委及专署忽视运粮工作，运粮中发生混乱现象，农民遭受极严重损失，中共中央华北局令平原省委迅即检讨处理》的消息和《彻查濮阳运粮事件》的社评。报道说：1949年12月，平原省濮阳专区农民交运公粮，几个粮站人畜拥挤，缺水缺草，农民露宿冰天雪地，死4人，伤5人，运粮牲畜死亡百余头。因粮食入库没有计划，濮阳农民运粮抵达时，无人收粮，粮站积压大车278辆之多，“使得运粮农民与牲畜在冰天雪地中露宿数天，始得回家。有些粮站干部不顾运粮农民在冰雪中露宿的痛苦，依然毫无心肝地‘按时办公’”上述事件发生后两个月内，平原省府虽已进行过检查，但直到2月26日还未进行适当处理。中共中央华北局已令中共平原省委迅速进行检讨处理，并须将结果公开在报上发表。”3月11日，《人民日报》又发表题为《平原省聊城专区在运粮工作中发生严重官僚主义，农民受到重大损失，负责人员熟视无睹应受处分》的文章，指出聊城专区发生了与濮阳相似情况，运粮农民严重伤病，牲畜死亡，收粮过程中浪费惊人。这篇报道后面，加了“人民日报编者按”：“平原省聊城专区在运粮工作中犯了这样严重的官僚主义错误，使农民遭受重大损失，是决不能容许的。聊城专署2月24日的通报中没有即时提出对这个事件的处理办法。我们要求聊城专署进行检讨，并对与此事件有关的负责人员迅速予以处分，采用有效办法，补偿农民的损失。并将处理结果公布。”3月15日《人民日报》头版报道：《中共中央华北局指示平原省党委和省政府党组纠正工作中所犯错误应接受广大人民迫切要求注意领导生产》。1950年3月15日，平原省人民政府主席晁哲甫、第一副主席贾心斋、第二副主席韩哲一联名致函《人民日报》：“兹送去本省关于濮阳专署运粮事件检查及对失职干部处理的报告一份。该件系向政务院之报告，内有本府对干部处理、请示处分的意见，和对该事件的检讨。烦公诸报端，以教育全体同志。”1950年3月24日，《人民日报》发表题为《对濮阳聊城运粮事件  平原省委进行检讨，报告中共中央华北局请求处分，向省各界代表会公开承认错误》《公开检讨运粮工作中的错误，平原省府处理濮阳事件》两则消息，及全文刊登了平原省委和省政府《关于去年冬季我省濮阳专区及聊城专区运粮事件错误的检讨报告》，《人民日报》还配发评论《开展批评和自我批评》。1950年4月7日《人民日报》头版发表题为《坚决纠正官僚主义作风，濮阳专署和中共地委检查运粮工作的错误》的文章，并将濮阳专署和地委的检查报告分别进行了全文登载，同日又发表《运粮工作中使群众受巨大损失，聊城专署检查错误原因，处分失职人员并自请省府处分》的报道，也把聊城专署3月17日向平原省人民政府作的检查报告公开发表。1950年7月，平原省委书记潘复生降职为省委副书记，中共中央调吴德任平原省委第一书记。1952年1月，潘复生再次担任平原省委第一书记。
1952年11月15日，中央人民政府第19次會議通过了《关于调整省区建制的决议》“鉴于大规模经济建设和文化建设即将开始，平原省缺乏经济中心城市，而河南、山东两省在经济和文化建设中又都需要恢复原来建制，决定撤销平原省建制”。
“为调整现有省、区建制，以利工作起见，兹决定：一、撤销平原省建制。现属平原省原为山东省旧辖之高唐、清平、博平、茌平、聊城、堂邑、冠县、莘县、朝城、阳谷、东阿、梁山、寿张、范县、观城、濮县、鄄城、郓城、南旺、嘉祥、钜野、菏泽、定陶、城武、金乡、鱼台、单县、复程、曹县等二十九县，全部划回山东省属；原为河南省旧辖之林县、安阳、邺县、内黄、汤阴、浚县、滑县、淇县、汲县、辉县、新乡、延津、封邱、原阳、获嘉、修武、武陟、博爱、温县、沁阳、孟县、济源等二十二县，新乡、安阳两市及焦作工矿区，全部划回河南省属；原为河北省旧辖之南乐、清丰、濮阳、东明、长垣等五县，为治黄之便，亦划归河南省属，不再归回河北省；现属河北省原为河南省旧辖之武安、涉县、临漳三县不动，仍属河北省，以利治漳。”
撤销平原省的决议下发后，11月16日，中共平原省委发出了《关于正确执行中央撤销平原省建制决定的指示》，指出“由于革命形势的胜利发展，全国即将进入大规模经济建设和文化建设的新阶段。平原省处在五省的结合部，缺乏经济中心城市，而河南、山东两省在经济和文化建设上又需要与其原属豫北、鲁西地区相结合，且恢复大省制，有利于今后大规模的经济建设并有利于中央领导。”并要求各级做好平原省的结束工作和移交工作。11月20日，平原省人民政府发布了《撤销平原省建制的命令》。11月26日－30日，平原省第一届第三次各界人民代表会议在新乡召开，传达贯彻中央关于撤销平原省的决议。平原省人民政府从1952年12月1日起停止行使职权，省政府及其所属机关于11月30日撤销，自12月1日起，所有行政事宜由山东、河南两省分别接受办理。所属的29个县、900多万人划归山东；27个县、两个市（包括焦作工矿区）、700多万人划归河南。潘复生出任河南省委第一书记。

## 行政區劃
- 1949年設平原省。中華人民共和國成立後，平原省由中央直接領導。省人民政府駐新鄉市。轄新鄉、安陽2市及湖西、菏澤、聊城、濮陽、新鄉、安陽等6專區。共轄56縣、1礦區、5城關鎮。
- 1952年平原省建制撤銷，將新鄉、安陽2市及新鄉、安陽、濮陽3專區劃歸河南省；菏澤、聊城、湖西3專區劃歸山東省。

新鄉市
1948年設新鄉市，為平原省轄市，平原省人民政府駐地。1952年新鄉市劃歸河南省。
安陽市
1949年由安陽縣析置安陽市，為平原省轄市，1952年安陽市劃歸河南省。
菏澤專區
1949年設菏澤專區，專署駐菏澤。轄菏澤、定陶、曹縣、東明、鄄城(由濮陽黃河以東部分析置，駐鄄城)、鄆城、梁山(由東平湖西、壽張之黃河以東與鄆城之一部組成，駐梁山)、南旺(由汶上縣運河西及鄲城東南部分組成，駐曹莊)等8縣及菏澤城關區。1950年撤銷菏澤城關區，改設為城关鎮。1952年將菏澤、定陶、曹縣、鄄城、鄆城、梁山、南旺等7縣劃歸山東省(仍設菏澤專區)；東明縣劃歸河南省。
湖西專區
1949年設湖西專區，專署駐單縣。轄金鄉、單縣、魚台、巨野、城武、嘉祥、復程(中華人民共和國成立後由曹縣、城武2縣析置，駐青崮集)等7縣及單縣城關區。1950年撤銷單縣城關區，改設為鎮。1952年湖西專區劃歸山東省。
聊城專區
1949年設聊城專區，專署駐聊城。轄聊城、堂邑、博平、清平、高唐、茌平、東阿(原東阿縣黃河以西部分，駐桐城)、壽張、陽穀、莘縣、冠縣等11縣及聊城城關區。1950年撤銷聊城城關區，改設為鎮。1952年聊城專區劃歸山東省。
濮陽專區
1949年設濮陽專區，專署駐濮陽。轄濮陽、內黃、清豐、南樂、濮縣、范縣、觀城、朝城、滑縣(駐道口)、長垣、封丘等11縣及濮陽城關區。1950年撤銷濮陽城關區，改設為鎮。1952年將濮陽、清豐、南樂、內黃、滑縣、長垣、封丘等7縣劃歸河南省(仍設濮陽專區)；將淄縣、范縣、朝城、觀城4縣劃歸山東省。
安陽專區
1949年設安陽專區，專署駐安陽市。轄安陽、林縣、淇縣、湯陰、浚縣、邺县等6縣。1952年安陽專區劃歸河南省。
新鄉專區
1949年設新鄉專區，專署駐新乡。轄新鄉(駐小冀)、汲縣、輝縣、修武、武陟、獲嘉、博愛(駐清化鎮)、沁陽、溫縣、延津、原陽(由原武、陽武2縣合併設置，駐陽武)、濟源、孟縣等13縣和焦作礦區及汲縣城關區。1950年撤銷汲縣城關區，改設為鎮。1952年新鄉專區劃歸河南省。